# Dendrochilum anfractum
Dendrochilum anfractum é uma espécie de orquídea (Orchidaceae) do Sudeste Asiático.